# 丹尼·伊诺山度
丹尼尔·阿尔卡·伊諾山度（英語：Daniel Arca Inosanto，1936年7月24日—) 或稱丹·伊諾山度（Dan Inosanto），是一名來自加州的菲律賓裔美國武術家兼武術理論教授，是李小龙的導師和朋友之一，教授李小龍雙截棍、菲律賓魔杖、空手道、巴西柔術等，精通菲律賓双截棍，以及各國武術與理論，亦曾在大學擔任武術理論教授，在美國武術界有菲律賓棍王之稱號。

## 生平
丹·伊諾山度 11 歲時開始時就接受武術訓練，他的叔叔首先教他傳統的沖繩空手道，後來又教他柔道和柔術。後期成為了美國空手道之父--艾迪·帕克的學生，並從他那裡獲得了美國拳法的初段等級。丹於1959 年至1961年間在美國101空降師擔任傘兵。他也是戰略集團軍的成員。在坎貝爾堡期間，他在亨利·斯洛曼斯基的指導下提高了各種武術技能。
伊諾山度是被任命在李小龍旗下三所振藩國術館任教的三人之一；另外兩個人是木村武之 （页面存档备份，存于） （Taky Kimura）和嚴鏡海(James Yimm Lee），伊諾山度曾跟隨美國、東南亞和歐洲其他地方的不同武術大師學習，其中包括約美國菲律賓魔杖武術之父－約翰尼·拉科斯特 (manong juanito lacoste ) 和泰拳武術家查·西里蘇特 ( Chai Sirisute （页面存档备份，存于） 。李小龍過世後，伊諾山度成為截拳道的主要代言人和武術理論家。他在多部電影中擔任配角，包括李小龍未完成的最後一部電影《死亡遊戲》（1972）。在此期間（1964年至1975年），他還在加州帕洛斯維迪斯莊園的馬拉加灣中學教授體育課。1977 年，丹受達拉斯牛仔隊委託，將武術融入球隊的訓練中。
電影《我是李小龍》為伊諾山度提供了一個機會，揭示了兩人之間的友誼的一個鮮為人知的事實，伊諾山度後來成為李小龍的老師，向他介紹了雙節棍和菲律賓武術。伊諾山度解釋說，他向李小龍介紹了這種武器，教他基礎知識和一些練習，讓他開始雙截棍的訓練。《死亡遊戲》電影是李小龍最知名的電影之一，展現了李小龍和伊諾山度對雙節棍的使用。他被《黑帶》雜誌評選為1996 年的年度風雲人物。
伊諾山度在多種武術領域擁有教練或黑帶等級。他以推廣菲律賓武術聞名。他負責將東南亞武術的幾種鮮為人知的形式帶入公眾視野，例如馬來武術，一種存在於印尼、馬來西亞和菲律賓等國家的混合格鬥形式。他也被提升為巴西柔術馬查多家族風格的黑帶五段。在日本武術家兼學生的中村賴永指導下訓練射擊摔跤。目前他是Lameco International的副總裁，繼承已故菲律賓武術家Edgar Sulite的菲律賓魔杖武術（Eskrima （页面存档备份，存于） )。
伊諾山度曾在 YouTube 訪談中談論Systema（俄羅斯格鬥術的一種）培訓以及對他的老師 Martin Wheeler 的感激之情。
丹尼·伊諾山度在他於瑪麗娜德爾雷（Marina Del Rey）開設的伊魯山度武術學院（Inosanto Academy of Martial Arts）教授截拳道及菲律賓武術、實戰摔角（Shoot wrestling）、巴西柔術、泰拳、席拉（Silat）與綜合格鬥。在成為李小龍的导师之前，他在美國空手道之父艾迪·帕克（Ed Parker （页面存档备份，存于） ）開設的American Kenpo機構下學習。
他與李小龍的實際緣分始於1964年，當時艾迪·帕克（英语：Ed Parker）举办美国加州长堤国际空手道锦标赛（英语：Long Beach International Karate Championships），當時身為艾迪·帕克学生的丹尼·伊诺山度接待了由严镜海推荐来表演武術交流的李小龙，倆人便结下了一生的友誼關係，在此之前李小龍只聽說過伊諾山度的名字。
之後伊诺山度教授了李小龙，双截棍、巴西柔术、菲律宾双棍，和空手道，並在後期正式成為李小龍的弟子，並之後獲得了助教的資格。
伊诺山度亦是李小龙第二家振藩國術館创办者之一，館長是李小龙，但拳馆大部分学生都是伊诺山度和严镜海這兩位助教所教授的，在李小龍離美返港發展後成為振藩國術館的主要經營者之一，也是後期美國截拳道分裂前的主要推廣者，並且與木村武之以及許多弟子一樣，終其一生都保持著與李小龍的學生與摯友關係。